# Kyajo-Ri

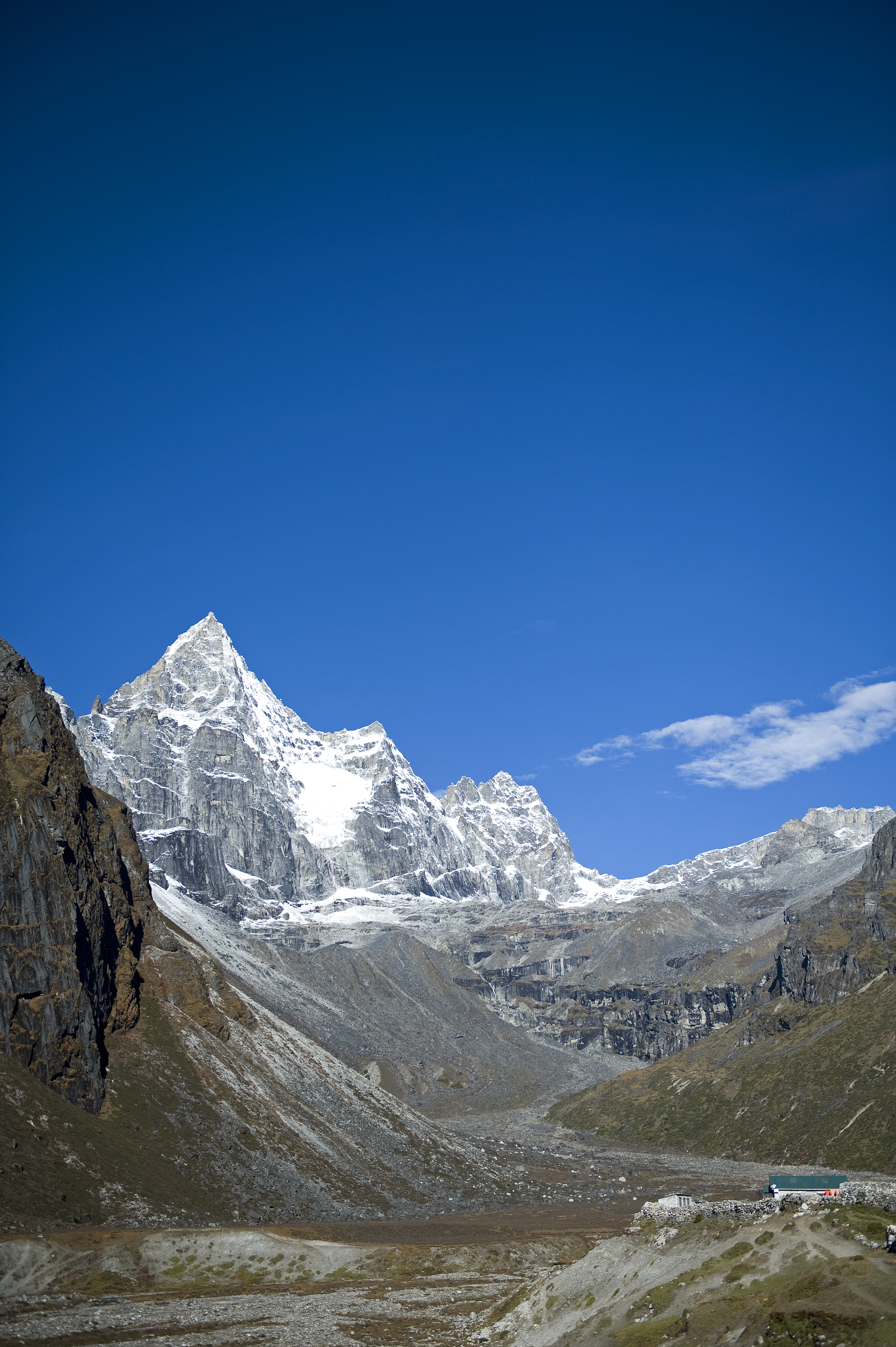
Kyajo-Ri vanuit Machermo gezien.

De Kyajo-Ri is een berg in de westelijke Mahalangur Himal in de regio Khumbu in het noordoosten van Nepal. De 6186 meter hoge berg vormt het hoogste punt in een bergketen, die tussen de rivierdalen van Bhotekoshi in het westen en Dudhkoshi in het oosten loopt. De Kyajo-Ri bevindt zich aan het bovenste einde van een klein zijdal, dat zich naar het 4,4 km oostelijk gelegen dorp Machermo uitstrekt. 
Vanaf 2002 behoort de Kyajo-Ri tot de trekking-toppen uit categorie "A". De top werd in 2002 door Duncan Wilson en Vincent Marche voor het eerst beklommen. De standaardroute loopt over de zuidwestcol.